# Ester Artigas i Miquel
Ester Artigas i Miquel (Arenys de Munt, Maresme, 31 de març de 1984) és una jugadora d'hoquei sobre patins catalana, ja retirada.
Formada al Centre d’Esports Arenys de Munt, hi va jugar tota la seva carrera esportiva, excepte la temporada 2008-09 on va jugar al Blanes Hoquei Club. Amb el club arenyenc, va guanyar dues Lligues catalanes (1999 i 2002), una Copa Generalitat (2010), una Supercopa Nacional Catalana (2011) i dos Campionats d'Espanya (1999 i 2004). També va aconseguir un subcampionat en la primera edició de la Copa d'Europa de 2007. Internacional amb la selecció espanyola d'hoquei sobre patins entre 1999 i 2001, va proclamar-se Campiona del Món el 2000 i va aconseguir dues medalles d'argent als Campionats d'Europa (1999 i 2001).

## Palmarès
Clubs
- 2 Lligues catalanes d'hoquei patins femenina: 1998-99 i 2001-02
- 1 Copa Generalitat d'hoquei sobre patins femenina: 2009-10
- 1 Supercopa Nacional Catalana d'hoquei sobre patins femenina: 2010-11
- 2 Campionats d'Espanya d'hoquei patins femení: 1998-99 i 2003-04

Selecció espanyola
- 1 medalla d'or al Campionat del Món d'hoquei patins femení: 2000
- 2 medalles d'argent al Campionat d'Europa d'hoquei patins femení: 1999 i 2001